# All I Want for Christmas Is You
All I Want for Christmas Is You је песма америчке певачице Мараје Кери. Нашла се на њеном четвртом студијском албуму Merry Christmas. Дана 29. октобра 1994. године издата је и као водећи сингл с тог албума.
Песма је веома популарна током божићних празника годинама и постала је једно од обележје тог периода године. Постигла је светски успех, достигавши 1. место топ листа у 26 земаља.

## Музички спотови
Први оригинални спот је снимљен 1993. године. Видео почиње тако што Мараја Кери поставља празничне украсе на јелку и хода по снежним обронцима планине. Сцене на отвореном снимане су у Њу Џерзију. У наставку се приказују сцене у којима се Кери спрема за снимање насловнице албума и проводи време са својим псом Џеком. Завршава се тако што Деда Мраз напушта Кери са торбом поклона и маше. Тадашњи муж Мараје Кери, Томи Мотола, обучен је у костим Деда Мраза.
Други видео је снимљен у црно-белој техници, а приказује Кери обучену у стилу 1960-их у знак омажа групи The Ronettes, поред певачица и плесачица.
Године 2019. је у част 25. годишњице песме избачен још један спот којег је режирао Џозеф Кан.

## Списак песама
- Mariah's New Dance Mixes EP[5]

1. All I Want for Christmas Is You (Mariah's New Dance Mix)
2. All I Want for Christmas Is You (Mariah's New Dance Mix Edit)
3. All I Want for Christmas Is You (Mariah's New Dance Mix Edit Extended)

- All I Want for Christmas Is You / Joy to the World EP[6]

1. All I Want for Christmas Is You
2. All I Want for Christmas Is You (So So Def Remix)
3. Joy to the World
4. Joy to the World (Celebration Mix Edit)

## Прераде
Многи познати уметници су због популарности радили прераде песме, међу којима су Fifth Harmony, Мајкл Бубле, My Chemical Romance, Џастин Бибер, Идина Мензел, Доли Партон, Шанаја Твејн, Мајли Сајрус, Деми Ловато, Аријана Гранде и Кели Кларксон.